# Ptesimopsia
Ptesimopsia là một chi bọ cánh cứng trong họ 
Elateridae.
Chi này được miêu tả khoa học năm 1975 bởi Costa.

## Các loài
Các loài trong chi này gồm:
- Ptesimopsia brunnea Costa, 1975
- Ptesimopsia candezei (Fauvel, 1861)
- Ptesimopsia elongata Costa, 1975
- Ptesimopsia gracilis Rosa, 2004
- Ptesimopsia lucifuga (Curtis, 1839)
- Ptesimopsia luscinia Costa, 1975
- Ptesimopsia parallela (Germar, 1841)
- Ptesimopsia pyraustes (Germar, 1841)